# Список кардиналов, возведённых папой римским Климентом VII
Кардиналы, возведённые Папой римским Климентом VII — 33 прелата и клирика были возведены в сан кардинала на четырнадцати Консисториях за почти одиннадцатилетний понтификата Климента VII.
Самой крупной консисторией была Консистория от 21 ноября 1527 года, на которой было возведено восемь кардиналов.

## Консистория от 3 мая 1527 года
- Бенедетто Аккольти младший, архиепископ Равенны (Папская область);
- Агостино Спинола, епископ Перуджи (Папская область);
- Никколо Гадди, избранный епископ Фермо (Папская область);
- Эрколе Гонзага, епископ Мантуи (Мантуанский маркизат);
- Марино Гримани, патриарх Аквилеи (Венецианская республика).

## Консистория от 21 ноября 1527 года
- Антонио Сансеверино, O.S.Io.Hieros, рыцарь Ордена Святого Иоанна Иерусалимского (Неаполитанское королевство);
- Джанвинченцо Карафа, архиепископ Неаполя (Неаполитанское королевство);
- Андреа Маттео Пальмьери, архиепископ Ачеренцы и Матеры (Неаполитанское королевство);
- Антуан Дюпра, архиепископ Санса (Франция);
- Энрике де Кардона-и-Энрикес, архиепископ Монреале (Испания);
- Джироламо Гримальди, клирик Генуи (Генуэзская республика);
- Пирро Гонзага, епископ Модены (Мантуанский маркизат);
- Сиджизмондо Паппакода, епископ Тропеа (Неаполитанское королевство).

## Консистория от 7 декабря 1527 года
- Франсиско де Лос Анхелес Киньонес, O.F.M., генеральный министр своего ордена (Священная Римская империя).

## Консистория от 20 декабря 1527 года
- Франческо Корнаро старший, венецианский патриций (Венецианская республика).

## Консистория от января 1529 года
- Джироламо Дориа, клирик Генуи (Генуэзская республика);

## Консистория от 10 января 1529 года
- Ипполито Медичи, архиепископ Авиньона (Папская область).

## Консистория от 13 августа 1529 года
- Меркурино Арборио ди Гаттинара, мирянин, юрист и канцлер императора Карла V (Священная Римская империя).

## Консистория от 9 марта 1530 года
- Франсуа де Турнон, C.R.S.A., архиепископ Буржа (Франция);
- Бернхард фон Клез, князь-епископ Трента (Трентское епископство);
- Луи де Горрево, епископ Сен-Жан-де-Морьена (Савойя);
- Гарсия де Лоайса-и-Мендоса, O.P., епископ Осмы (Испания);
- Иньиго Лопес де Мендоса-и-Суньига, епископ Бургоса (Испания).

## Консистория от 8 июня 1530 года
- Габриэль де Грамон, епископ Тарба, посол короля Франции Франциска I (Франция).

## Консистория от 22 февраля 1531 года
- Альфонсо Манрике де Лара, архиепископ Севильи (Испания);
- Хуан Пардо де Тавера, архиепископ Компостелы (Испания).

## Консистория от 22 сентября 1531 года
- Антонио Пуччи, епископ Пистои (Флорентийская республика).

## Консистория от 21 февраля 1533 года
- Эстебан Габриэль Мерино, епископ Хаена и патриарх Западной Индии (Испания).

## Консистория от 3 марта 1533 года
- Жан д’Орлеан-Лонгвиль, архиепископ Тулузы и епископ Орлеана (Франция).

## Консистория от 7 ноября 1533 года
- Жан Ле Венёр, епископ Лизьё (Франция);
- Клод де Лонгви де Живри, епископ Лангра (Франция);
- Оде де Колиньи де Шатильон, мирянин из прославленной французской семьи (Франция);[1]
- Филипп де Ла Шамбр, O.S.B., аббат королевского аббатства Святого Петра в Корби (Франция).